# Psousennès Ier
Pour les articles homonymes, voir Psousennès.
Psousennès Ier ou Pasebakhâenniout Ier est un pharaon de la XXIe dynastie vers 1039 à 991 avant l'ère commune,. Manéthon l'appelle Psousennès (en grec Ψουσέννης).

## Généalogie
Psousennès Ier est le fils du grand prêtre d'Amon puis roi de Thèbes Pinedjem Ier et de la reine et fille de roi Hénouttaouy Ire.
Psousennès épouse succèssivement : 
- sa sœur Moutnedjemet[3], avec qui il aurait eu :
  - le roi Amenemopet, successeur de Psousennès et enterré dans le caveau à l'origine préparé pour Moutnedjemet dans la tombe NRT III[3],
  - Ânkhefenmout (ou Ramsès-Ânkhefenmout), inhumé sans une chambre annexe du tombeau royal NRT III[3],
- la reine Ouiay[3], avec qui il a eu :
  - Isetemkheb II, qui épouse par la suite son oncle Menkhéperrê, frère aîné de Psousennès, et grand prêtre d'Amon à Thèbes[3].

Le grand dignitaire Oundjebaoundjed, inhumé lui-aussi dans le tombeau royal NRT III, pourrait être lié à la famille royale, car, en plus d'avoir été enterré dans un tombeau royal, son nom semble indiquer qu'il vient de Mendès, tout comme le roi Nesbanebdjed Ier (ou Smendès), probable grand-père de Psousennès Ier.

## Règne

### Durée
La durée précise du règne de ce souverain est inconnue, car les copies différentes du récit de Manéthon donnent un règne de  quarante-et-un ans (Eusèbe de Césarée) ou quarante-six ans (Sextus Julius Africanus). Certains égyptologues ont proposé d'élever le chiffre à quarante-neuf ans ou cinquante-et-un ans pour mieux correspondre à certaines années anonymes, XLVIII et XLIX, trouvées en Haute-Égypte. Toutefois, l'égyptologue allemand Karl Jansen-Winkeln (de) suggère que ces dates doivent être attribuées au grand prêtre d'Amon, Menkhéperrê, qui est explicitement documenté dans une année XLVIII.

### Contexte
Lorsque Psousennès Ier monte sur le trône, son père Pinedjem Ier est encore roi de Thèbes tandis que son frère Menkhéperrê est grand prêtre d'Amon. Si Pinedjem Ier disparaît quelque temps plus tard, Menkhéperrê ne prend pas sa place en tant que roi mais reste grand prêtre d'Amon jusqu'à la fin du règne de Psousennès (bien que son nom soit parfois entouré d'un cartouche et qu'il ait peut-être utilisé le comput des années de règne de son frère à son profit). 
Thèbes émerge d'une période de troubles politiques ayant eu lieu à la fin du règne de Smendès et sous celui de son prédécesseur. De plus, les Libyens et les bandes de bédouins du désert environnant continuent de menacer la vallée du Nil (ce phénomène perdurera jusqu'à la XXIIe dynastie). Ainsi, Pinedjem Ier fait construire ou rénover des fortifications, comme celles de Gebelein et Higazeh, tandis que Menkhéperrê restaure l'enceinte du temple d'Amon. C'est le troisième prophète d'Amon Âakhéperrê, qui était également fils royal de Koush, qui s'occupait des affaires nubiennes. 
C'est à son époque que les rois d’Israël, Saül et David, auraient fondé les bases du royaume de Juda et d’Israël sans que l’Égypte intervienne, alors qu'elle avait toujours eu le contrôle de la région.

### Activité
Psousennès Ier semble avoir eu un rôle décisif dans la création de la nouvelle capitale Tanis, même s'il est probable que la ville existait dès le règne de Nesbanebdjed Ier (Smendès). Cette ville était considérée comme une Thèbes du nord : ainsi, Psousennès a fait construire les premiers états des temples d'Amon et de Mout (états dont il ne reste presque rien) ainsi que l'enceinte du temple d'Amon, de quinze mètres d'épaisseur et de trente mètres de haut, à l'allure clairement défensive, signe des temps. Le roi utilise pour cette fondation les matériaux de la ville de Pi-Ramsès, alors en voie d'abandon, dont des sphinx du Moyen Empire déjà remployés par les Ramsès. Le roi y est également connu pour sa tombe inviolée et le trésor qu'elle renfermait. Ailleurs, le roi fonde à Gizeh une chapelle d'Isis, la Dame des pyramides, une statue usurpée de Tell Tinnis lui appartient tandis qu'un bloc de Tell el-Dab'a pourrait lui appartenir.
Dans la cour du Xe pylône de Karnak, Menkhéperrê et son fils Nesbanebdjed II, alors deuxième prophète d'Amon et héritier de son père, font installer une dalle à leurs noms, marquant peut-être l'emplacement d'un sol en argent recevant la barque sacrée lors des processions oraculaires peh-netjer. En l'an XL, une grande inspection des temples thébains est effectuée par le quatrième prophète d'Amon Tjanéfer, gendre de Menkhéperrê et plus tard troisième prophète d'Amon. Un décret gravé dans la cour du temple de Khonsou semple évoquer des réparations financières en faveur du personnel du domaine d'Amon, qui avait été floué pendant des troubles, indiquant que l'insécurité régnait de manière endémique dans la région à cette époque.

## Sépulture
Le professeur Pierre Montet a découvert le tombeau de Psousennès Ier intact en 1940 dans une nécropole royale installée à proximité du grand temple d'Amon de la capitale tanite.
Il contenait une accumulation extraordinaire de vaisselle en or et en argent ainsi qu'une collection de bijoux et parures royales portée par la momie du roi qui était protégée par un plastron fait d'une feuille d'or et la tête protégée par un masque en or.
La tombe abritait par ailleurs les caveaux de son épouse Moutnedjemet, réutilisée par la suite pour son successeur Amenemopet, livrant un second trésor de grande qualité mais moins opulent ainsi que la tombe d'un de ses fils Ânkhefenmout, et celle du général de ses archers, le grand dignitaire Oundjebaoundjed qui reçut le privilège d'être enterré aux côtés de son souverain. Cette dernière découverte livra le viatique funéraire intact du dignitaire d'une grande richesse.
Il s'agit de la plus importante découverte de tombes royales intactes après celle de Toutânkhamon. Cependant, contrairement à cette dernière, la tombe de Psousennès se trouvait dans un endroit très humide ce qui explique que seuls les matériaux non organiques aient survécu et nous soient parvenus en bon état. La tombe recelait de nombreux manuscrits, qui pouvaient éclairer la période obscure de ce règne, mais les manuscrits se sont désagrégés avec l'humidité.
L'ensemble est exposé au Musée du Caire.

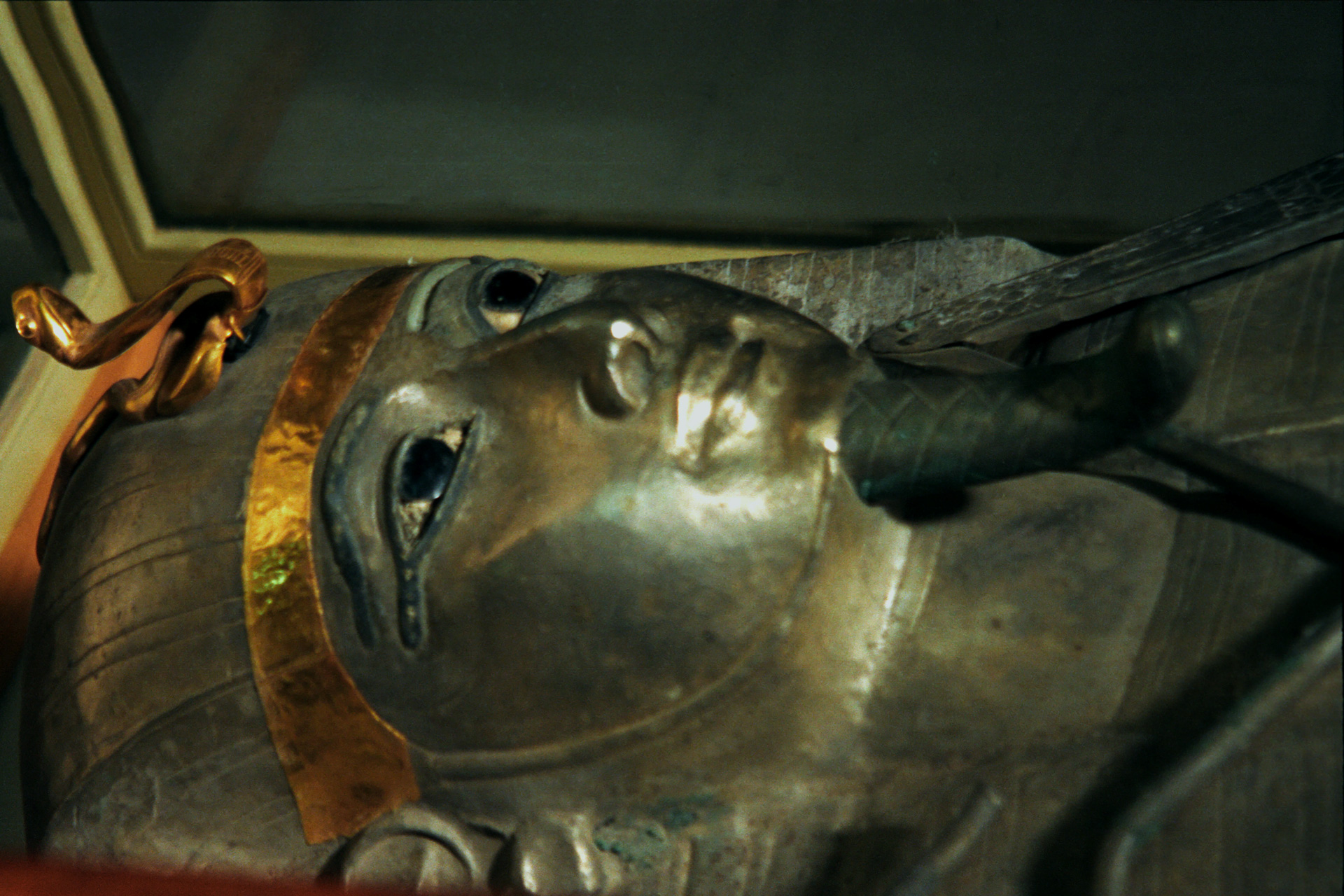
Masque du sarcophage en argent de Psousennès Ier découvert dans sa tombe à Tanis – Musée du Caire.
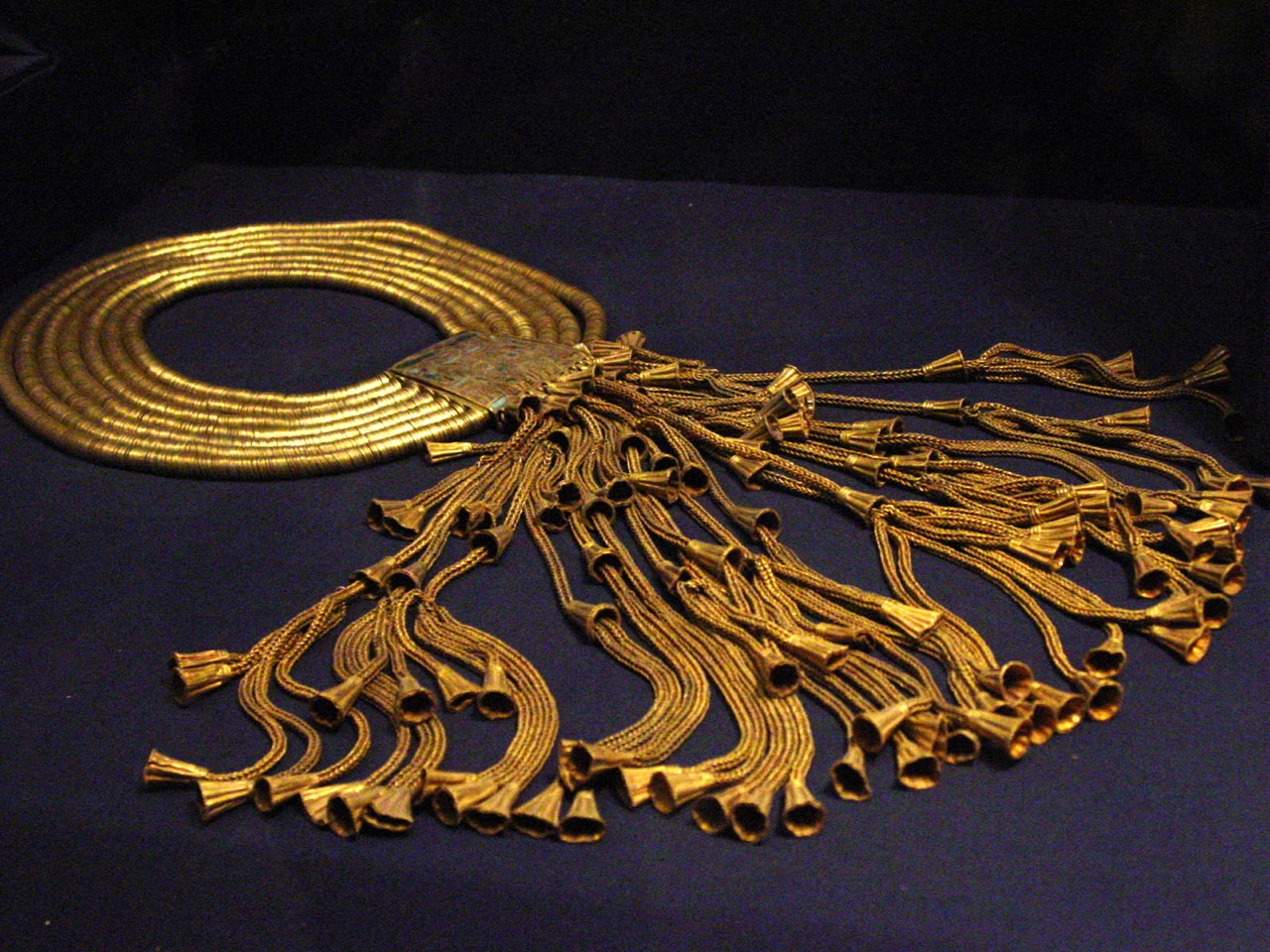
Grand collier en or trouvé sur la momie de Psousennès Ier à Tanis – Musée du Caire.
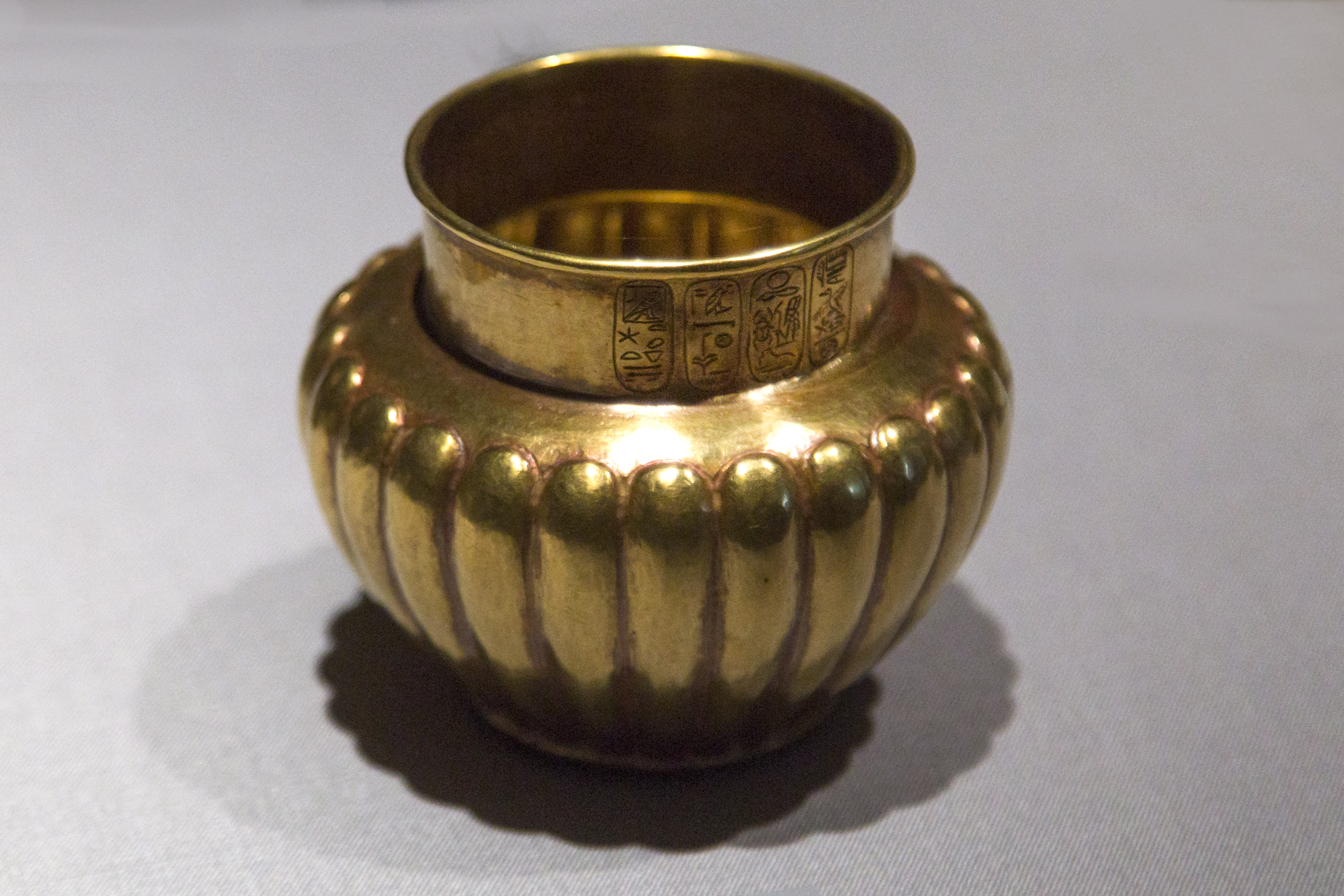
Vase en or godronné de Psousennès Ier. Ce vase porte l'inscription de Psousennès Ier et de sa mère et se trouve au Musée égyptien du Caire.
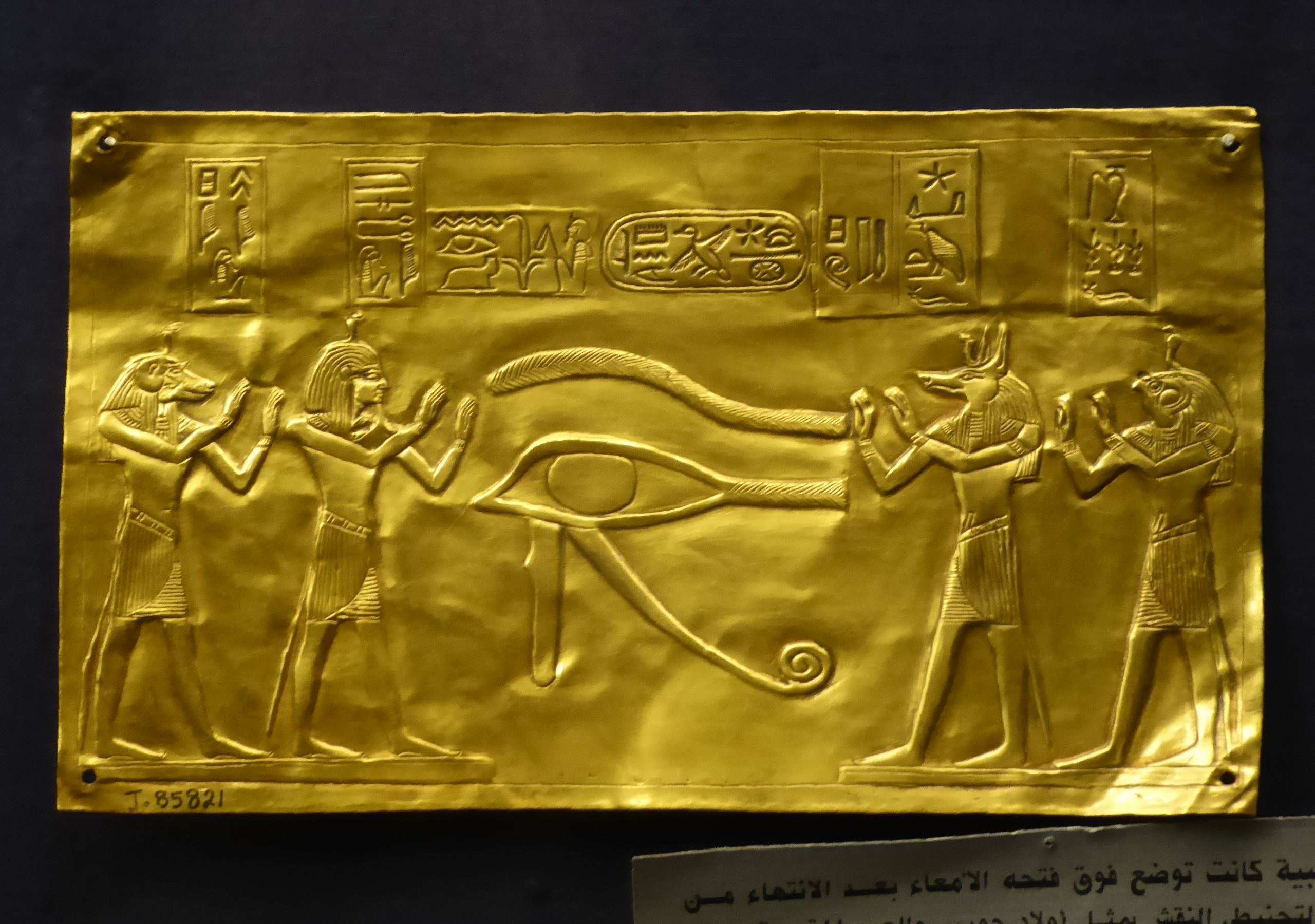
Plaque en or de Psousennès Ier représentant l'œil de Rê et d'Horus
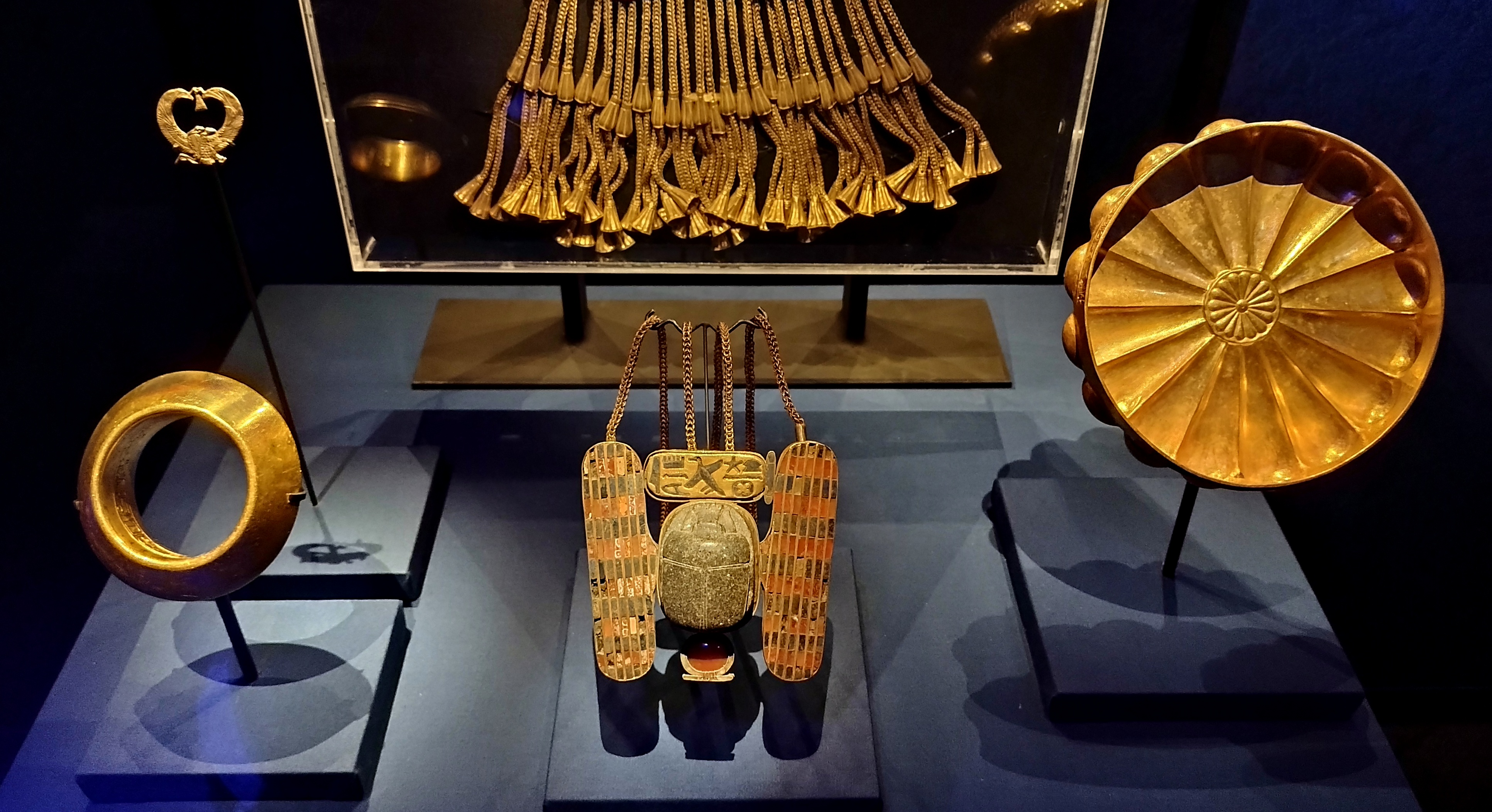
Pectoral et coupe en or de Psousennès Ier.